# Израильско-маршалловские отношения
Израильско-маршалловские отношения — двусторонние дипломатические отношения между Израилем и Маршалловыми Островами.

## Двусторонние отношения
Маршалловы Острова установили дипломатические отношения с Израилем в 1987 году и традиционно были его близким союзником по голосованию в ООН наравне с США. В июле 1999 года, приветствуя поддержку Маршалловыми Островами Израиля на голосовании в ООН, конгрессмен от штата Нью-Йорк Бенджамин Гилмэн, председатель комитета по международным отношениям Конгресса США сказал: «Маленькая нация… возможно, но [её] мужественные действия показывают чувство целостности, превышающее [её] размеры». 6 июля 2004 года член Палаты представителей США от штата Миссури William Lacy Clay, мл., заявил в Конгрессе США, что «Маршалловы Острова были… хорошим другом… Государства Израиль». На вопрос почему Маршалловы Острова склонны поддерживать Израиль на голосованиях в ООН по резолюциям, направленным против Израиля, посол Израиля в ООН Дан Гиллерман в 2004 году выразил мнение, что они делают это «потому что верят, что это правильно, а не из-за своих собственных интересов».
Михаэль Ронен является израильским послом в 13 странах тихоокеанского региона, включая Маршалловы Острова. Ран Рахав служит почётным консулом Маршалловых Островов в Израиле.
В 2005 году президент Маршалловых Островов Кесаи Геса Ноте посетил Израиль и попросил помощи в убеждении США признать ответственность за разрушительные долгосрочные последствия испытания ядерного оружия на населении Маршалловых Островов. Президента Ноте сопровождали министр иностранных дел Маршалловых Островов Gerald Zackios и сенатор атолла Бикини Томаки Джуда.
Во время визита президент Ноте поблагодарил Израиль за предоставление помощи в сфере сельского хозяйства и здравоохранении и добавил: «Мы гордимся тем, что поддерживаем Государство Израиль как заставу демократии в этом регионе, несмотря на постоянные террористические акты, которые поражают вашу великую нацию и народ в течение многих лет».

## Критика
Иранский телеканал Press TV написал в декабре 2011 года, указывая на тот факт, что Маршалловы Острова были одним из немногих государств, кто поддержал Израиль при голосовании по двум резолюциям ООН, внесённым Египтом: «При желании найти на карте Маршалловы Острова могут возникнуть сложности. [Эта страна является] членом ООН. [У неё] нет места на международной арене, но [её голос] считается на Генассамблее ООН».

## Торговля и помощь
В 1987 году Маршалловы Острова приобрели оборудование для опреснения воды у израильском компании IDE Technologies, используемой для снабжения острова Эбей. Оборудование представляет собой установку мощностью в 1100 тонн в день MED (многоступенчатая дистилляция), работающая с использованием избыточного тепла электростанции острова Эбей. В 1992 году Маршалловы Острова подписали письмо о намерениях приобрести ещё одну установку у Израиля для снабжения пресной водой Маджуро.
В 2002 году при поддержке Израиля был создан экспериментальный проект по птицеводству в деревне Лаура на атолле Маджуро.
В 2003 году Центр международного сотрудничества Министерства иностранных дел Израиля (МАШАВ) снабдил Маршалловы Острова экспертами по цитрусовым культурам и орошению.
В июне 2010 года группа израильских офтальмологов прибыла на Маршалловы Острова для проведения операций по лечению катаракты, окулопластики и хирургических операций по восстановлению зрения. Миссия была совместно организована МАШАВ и израильской неправительственной организацией «Глаз из Сиона».